# Yigoga lithargyrula
Yigoga lithargyrula är en fjärilsart som beskrevs av Turati 1919. Yigoga lithargyrula ingår i släktet Yigoga och familjen nattflyn. Inga underarter finns listade i Catalogue of Life.